# Únětice (Nyugat-prágai járás)
Únětice (németül: Aunietitz v. Aunjetitz) község Csehországban, Nyugat-prágai járásban. Únětice Roztoky, Prága, Horoměřice, Úholičky, Statenice és Velké Přílepy településekkel határos. Lakosainak száma 925 fő (2024. január 1.).. A helységben talált bronzkori temetőről kapta nevét az úněticei (aunjetitzi) kultúra  .

## Népesség
A település lakosságának változását az alábbi diagram mutatja:
| Lakosok száma | 394  | 505  | 489  | 440  | 391  | 481  | 720  | 782  | 829  | 925  |
|               | 1869 | 1890 | 1921 | 1950 | 1980 | 2001 | 2017 | 2019 | 2022 | 2024 |